# Paf il cane
Paf il cane (Paf the Dog) è una serie televisiva per bambini animata creata da Patrick Ermosilla.
La serie, che mostra le avventure di un cane di nome Paf che dovrà salvare ogni volta la padroncina Lola dai guai in cui si troverà, si basa sul gioco per app Space Dog di Sylvain Seynhaeve.
Ha debuttato su La Trois in Belgio il 3 aprile 2017. In Italia il cartone animato viene trasmesso dall'11 settembre 2017 su Boomerang e in chiaro su Rai Gulp a partire dal 12 marzo 2018.

## Trama
L'eroico cane Paf e la sua padroncina Lola sono gli eroi di ogni avventura affrontando bulli, uomini del canile corrotti  ed altri avversari.

## Episodi
| Stagione       | Episodi | Prima TV originale | Prima TV Italia |
| -------------- | ------- | ------------------ | --------------- |
| Prima stagione | 78      | 2017-2018          | 2017-2018       |